# Malazgirt
Malazgirt (arm. Մանազկերտ, eng. Manzikert) je grad u turskoj provinciji Muş, na istoku zemlje. Prema popisu iz 2003. godine ima oko 24.000 stanovnika.

## Povijest

### Osnivanje
Prema modernim istraživanjima, smatra se da počeci grada sežu čak do 870. – 785. godine pr. Kr. za vrijeme Menue, kralja Urartua. Nastavak -girt nalazi se u mnogim toponimima u prepovijesnoj Armeniji, a dolazi od armenskog "-kert", što znači "izgradio". Popularna armenska narodna predanja, vezana uz armenskog srednjovjekovnog povjesničara Movsesa Khorenatsija smatra da je grad osnovao Manaz, jedan od sinova Haika, rodonačelnika Armenaca. Originalno ime grada je Manavazkert, armenski: Մանավազկերտ, ali je vremenom njegovo ime skraćeno na Manzikert.

### Srednji vijek
Zemlje oko Malazgirta pripadalo je Manavazyanima, armenskoj naharar obitelji, koji su tvrdili da potječi od Manaza, sve do 333. pr. n. e., kad ih je armenski kralj Khosrov III. Mali dao pogubiti mačem. To zemljište predao je obitelji Aghbianosyan. Manzikert je bio utvrđeni grad, a služio je kao važno trgovačko središte u kantonu Apahunik u provinciji Turuberan srednjovjekovnog armenskog kraljevstva. Bio je i glavnim gradom emirata Kaysite (muslimanske arapske dinastije) od 960. do 964. godine. Nakon armenske pobune 771./772. godine Abbasidska vlada poticala je migracije arapskih plemena, pa su se neka smjestila u okolici Manzikerta. 968. godine bizantski general Bardas Fokas Mlađi je zarobljen u Manzikertu, tada u sastavu bizantskog Katepanata Vaspurakan. 1054. godine Seldžučki Turci, napali su grad, ali ih je odbio gradski odred pod vodstvom Bazilija Apokape.
Bitka kod Malazgirta dogodila se u bilizini grada u kolovozu 1071. godine. U jednom od odlučujućih poraza u bizantskoj povijesti, seldžučki sultan Alp Arslan porazio je i zarobio cara Romana IV. Diogena. Turska pobjeda dovela je do etničke i religijske transformacije Armenije i Anatolije, uspostavu Ikonijskog sultanata i kasnije Osmanlijskog Carstva i Republike Turske. Seldžuci su opljačkali grad, ubijali stanovništvo i spalili grad do temelja.

### Moderno doba
1915. godine, uoči genocida nad Armencima, Manzikert je bio dio vilajeta Bitlis i imao je oko 5.000 stanovnika, od čega su većina bili Armenci. Gradska ekonomija vrti se oko uzgoja žita, trgovine i rukotvorine. Postojale su dvije armenske crkve i jedna armenska škola. Poput mnogih drugih gradova i sela tijekog genocida nad Armencima, stanovništo je bilo podvrgnuto masakru i/ili deportirano.